# Dichiarazione sulla massoneria
La Dichiarazione sulla massoneria Quaesitum est è un documento pontificio sulla massoneria, pubblicato dalla Congregazione per la Dottrina della Fede, redatto il 26 novembre 1983 e approvato da papa Giovanni Paolo II.

## Contenuto
Il testo si presenta come risposta a chi chiedeva se il giudizio della Chiesa nei confronti della massoneria fosse mutato, per il fatto che essa non venga espressamente menzionata nel nuovo Codice di Diritto Canonico.
La Congregazione per la Dottrina della Fede afferma che il giudizio della Chiesa non è cambiato, che l'iscrizione a tali associazioni rimane proibita, e che i fedeli ad esse appartenenti sono in stato di peccato grave, per cui viene concessa la pena medicinale della scomunica mentre siano ancora in tali associazioni.
(Joseph Card. Ratzinger, poi Papa Benedetto XVI, dal 28 febbraio 2013 divenuto Papa emerito)

## Motivazione
Il documento è stato redatto per chiarire i dubbi dei fedeli, dopo la stesura del nuovo codice di diritto canonico promulgato il 25 gennaio dello stesso anno. Il Codice, a differenza del precedente promulgato nel 1917, non fa menzione della massoneria e non fornisce quindi alcun giudizio in merito ad essa. Un riferimento a questa problematica si ravvisa nel canone 1374 del Codice, che ordina: "chi dà il nome ad una associazione che complotta contro la Chiesa sia punito con una giusta pena; chi poi tale associazione promuove o dirige sia punito con l'interdetto". Se il nuovo codice parla genericamente di "giusta pena", il canone 2335 del Codice Piano Benedettino menzionava esplicitamente la pena della scomunica, riservata alla Santa Sede:
(Can. 2335-2336 del Codice Piano Benedettino)
La Dichiarazione sulla massoneria non può essere intesa come interpretazione del vecchio canone 2335 cui non fa riferimento. Tuttavia, essa afferma di chiarire in modo definitivo il giudizio della Chiesa sulla massoneria.
Nella Letter to U.S. Bishops Concerning Masonry, il cardinale Bernard Law ha affermato la proclamazione di Ratzinger e ha ribadito il divieto di ogni forma di massoneria.

## Sviluppi
Il w3 febbraio 1985 L'Osservatore Romano riportò la motivazione della condanna e della diffida espresse nella dichiarazione.